# Bartosz Białkowski
Bartosz Marek Białkowskiⓘ (ur. 6 lipca 1987 w Braniewie) – polski piłkarz, który występował na pozycji bramkarza, jednokrotny reprezentant Polski. Uczestnik Mistrzostw Świata 2018.

## Kariera klubowa
Swoją piłkarską karierę rozpoczął w 2002 w zespole Olimpii Elbląg, gdzie rozegrał dwa kolejne sezony. W 2003 przeniósł się do zabrzańskiego Górnika. Debiut w polskiej ekstraklasie zaliczył rok później w spotkaniu z Dyskobolią Grodzisk Wielkopolski, stając się tym samym najmłodszym bramkarzem w historii klubu.
Z Zabrza wyjechał na testy do szkockiego Heart of Midlothian, po czym w styczniu 2006 podpisał kontrakt z angielskim Southampton F.C., grającym w Championship. W styczniu 2009 został wypożyczony do Ipswich Town. We wrześniu trafił do Barnsley. Do października rozegrał tam dwa mecze. 15 czerwca 2012 roku podpisał trzyletni kontrakt z Notts County.
W lipcu 2014 roku został sprzedany do Ipswich Town. W kolejnych latach Białkowski trzykrotnie został okrzyknięty w drużynie mianem zawodnika sezonu. W styczniu 2018 przedłużył wygasający kontrakt z angielskim klubem do końca sezonu 2019/2020.
Przed sezonem 2019/2020 zawodnik został wypożyczony z dotychczasowego klubu do Millwall F.C..
W sierpniu 2024 zakończył profesjonalną karierę.

## Kariera reprezentacyjna
Brał udział w Mistrzostwach Świata U-20 w Kanadzie w 2007, gdzie pełnił funkcję kapitana zespołu. W reprezentacji A zadebiutował 23 marca 2018 w meczu towarzyskim z Nigerią, zmieniając na boisku Łukasza Fabiańskiego.
W czerwcu 2018 został powołany przez trenera Adama Nawałkę do 23-osobowej kadry na Mistrzostwach Świata w Rosji, na turnieju pełnił rolę trzeciego bramkarza.

## Statystyki

### Klubowe
(aktualne na dzień 7 maja 2022)
| Klub                | Sezon              | Liga               | Liga  | Liga   | Puchar kraju | Puchar kraju | Puchar ligi | Puchar ligi | Inne  | Inne   | Suma  | Suma   |
| Klub                | Sezon              | Liga               | Mecze | Bramki | Mecze        | Bramki       | Mecze       | Bramki      | Mecze | Bramki | Mecze | Bramki |
| ------------------- | ------------------ | ------------------ | ----- | ------ | ------------ | ------------ | ----------- | ----------- | ----- | ------ | ----- | ------ |
| Górnik Zabrze       | 2004/05            | I liga             | 7     | 0      | 5            | 0            | –           | –           | –     | –      | 12    | 0      |
| Southampton         | 2005/06            | Championship       | 5     | 0      | 2            | 0            | 0           | 0           | –     | –      | 7     | 0      |
| Southampton         | 2006/07            | Championship       | 8     | 0      | 0            | 0            | 0           | 0           | –     | –      | 8     | 0      |
| Southampton         | 2007/08            | Championship       | 1     | 0      | 0            | 0            | 1           | 0           | –     | –      | 2     | 0      |
| Southampton         | 2008/09            | Championship       | 0     | 0      | 0            | 0            | 3           | 0           | –     | –      | 3     | 0      |
| Ipswich Town (wyp.) | 2008/09            | Championship       | 0     | 0      | 0            | 0            | 0           | 0           | –     | –      | 0     | 0      |
| Barnsley (wyp.)     | 2009/10            | Championship       | 2     | 0      | 0            | 0            | 0           | 0           | –     | –      | 2     | 0      |
| Southampton         | 2009/10            | League One         | 7     | 0      | 1            | 0            | 0           | 0           | –     | –      | 8     | 0      |
| Southampton         | 2010/11            | League One         | 0     | 0      | 3            | 0            | 0           | 0           | –     | –      | 3     | 0      |
| Southampton         | 2011/12            | Championship       | 1     | 0      | 3            | 0            | 4           | 0           | –     | –      | 8     | 0      |
| Notts County        | 2012/13            | League One         | 40    | 0      | 2            | 0            | 1           | 0           | 2     | 0      | 45    | 0      |
| Notts County        | 2013/14            | League One         | 44    | 0      | 1            | 0            | 2           | 0           | 1     | 0      | 48    | 0      |
| Ipswich Town        | 2014/15            | Championship       | 31    | 0      | 1            | 0            | 1           | 0           | 2     | 0      | 33    | 0      |
| Ipswich Town        | 2015/16            | Championship       | 20    | 0      | 2            | 0            | 1           | 0           | –     | –      | 23    | 0      |
| Ipswich Town        | 2016/17            | Championship       | 44    | 0      | 0            | 0            | 0           | 0           | –     | –      | 44    | 0      |
| Ipswich Town        | 2017/18            | Championship       | 45    | 0      | 1            | 0            | 0           | 0           | –     | –      | 46    | 0      |
| Ipswich Town        | 2018/19            | Championship       | 27    | 0      | 1            | 0            | 1           | 0           | –     | –      | 29    | 0      |
| Millwall (wyp.)     | 2019/20            | Championship       | 28    | 0      | 2            | 0            | 0           | 0           | –     | –      | 30    | 0      |
| Millwall            | 2019/20            | Championship       | 18    | 0      | 0            | 0            | 0           | 0           | –     | –      | 18    | 0      |
| Millwall            | 2020/21            | Championship       | 46    | 0      | 0            | 0            | 3           | 0           | –     | –      | 49    | 0      |
| Millwall            | 2021/22            | Championship       | 46    | 0      | 0            | 0            | 0           | 0           | –     | –      | 46    | 0      |
| Ogólnie w karierze  | Ogólnie w karierze | Ogólnie w karierze | 410   | 0      | 19           | 0            | 17          | 0           | 8     | 0      | 454   | 0      |

### Reprezentacyjne
(aktualne na dzień 28 czerwca 2018)
| Reprezentacja | Rok  | Mecze | Bramki |
| ------------- | ---- | ----- | ------ |
| Polska        |      |       |        |
| 2018          | 1    | 0     |        |
| Suma          | Suma | 1     | 0      |

| występy w reprezentacji Polski | występy w reprezentacji Polski | występy w reprezentacji Polski | występy w reprezentacji Polski | występy w reprezentacji Polski | występy w reprezentacji Polski | występy w reprezentacji Polski           |
| Lp.                            | Data                           | Miasto                         | Przeciwnik                     | Grał                           | Wynik                          | Rozgrywki                                |
| ------------------------------ | ------------------------------ | ------------------------------ | ------------------------------ | ------------------------------ | ------------------------------ | ---------------------------------------- |
| 1.                             | 23.03.2018                     | Wrocław                        | Nigeria                        | od 46'                         | 0:1                            | towarzyski, zmienił Łukasza Fabiańskiego |

## Sukcesy
- Złota Rękawica Championship: 2019/2020 (16 czystych kont)

## Życie prywatne
Żonaty z Inez. Ma z nią córkę Nadię (ur. 2010) i syna Oskara (ur. 2012).